# Olympische Winterspiele 1960/Teilnehmer (Libanon)
| Gelbes Symbol für Goldmedaillen mit stilisierten Olympischen Ringen | Graues Symbol für Silbermedaillen mit stilisierten Olympischen Ringen | Braundes Symbol für Bronzemedaillen mit stilisierten Olympischen Ringen |
| ------------------------------------------------------------------- | --------------------------------------------------------------------- | ----------------------------------------------------------------------- |
| —                                                                   | —                                                                     | —                                                                       |

Der Libanon nahm an den VIII. Olympischen Winterspielen 1960 im US-amerikanischen Squaw Valley Ski Resort mit einer Delegation von zwei männlichen Athleten in einer Disziplin teil.

## Teilnehmer nach Sportarten

### Ski Alpin
Männer
- Ibrahim Geagea
Abfahrt: 56. Platz (2:39,2 min)
Riesenslalom: 57. Platz (2:29,1 min)

- Nazih Geagea
Abfahrt: 59. Platz (3:00,3 min)
Riesenslalom: 49. Platz (2:20,3 min)
Slalom: disqualifiziert